# Domenico Zipoli
Domenico Zipoli (Prato, 17 ottobre 1688 – Córdoba, 2 gennaio 1726) è stato un gesuita, missionario e compositore italiano.

## Biografia

### Esordi e carriera
Durante i primi anni Zipoli studiò probabilmente presso la scuola musicale della Cattedrale di Prato e poi con l'organista fiorentino Giovan Francesco Becattelli, attivo in questa città negli anni 1704-1707. Nel 1707, grazie al patrocinio del principe Ferdinando de' Medici, poté studiare a Firenze con Giuseppe Maria Orlandini. Nel giugno di quell'anno si trasferì a Roma. A quell'epoca potrebbe aver conosciuto Bernardo Pasquini (morto nel 1710), celebre virtuoso di clavicembalo, che potrebbe essere stato suo maestro, secondo quanto riferisce padre Giovan Battista Martini. Studiò, sia pur brevemente con Alessandro Scarlatti, forse a Napoli, dove si recò nel novembre-dicembre 1708. Dopo un breve soggiorno a Bologna (1709), ospite, e forse allievo, del padre Felice Lavinio Vannucci, Zipoli ritornò a vivere a Roma, dove già nel 1710 era ben inserito nell'ambiente musicale, essendo anche membro della Compagnia dei musici di Santa Cecilia. Nel novembre 1710 fu nominato organista di Santa Maria in Trastevere. Nel 1715 era organista della chiesa del Gesù. Negli anni romani compose due oratorii: Sant'Antonio di Padova, eseguito nell'oratorio della Chiesa Nuova (1712) e Santa Caterina, vergine e martire a S. Girolamo della Carità (1714). Il primo gennaio 1716 firmò la dedica alla principessa di Forano Maria Teresa Strozzi della sua celebre raccolta, le Sonate d'intavolatura per organo e cimbalo, pubblicata in un'elegante edizione incisa su lastre di rame.

### Gesuita, musicista e missionario
Nel marzo o aprile 1716 Zipoli lasciò Roma per trasferirsi a Siviglia, dove si trovava nel giugno di quell'anno, come novizio gesuita con il desiderio di essere inviato nelle Riduzioni gesuite delle colonie spagnole in America del Sud. L'anno dopo (1717) - ancora novizio - lasciò la Spagna con un gruppo di 53 missionari che raggiunsero Buenos Aires, nel Río de la Plata (13 luglio 1717). Nel 1718 si stabilì a Córdoba, dove seguì gli studi filosofici e teologici (1718-1724); tuttavia, a causa della mancanza di un vescovo, non poté essere ordinato sacerdote. Durante questi pochi anni si dedicò contemporaneamente all'attività di compositore, di maestro di coro e di organista nella chiesa dei Gesuiti. Presto la sua produzione si diffuse dal Paraguay alla Bolivia, al Perù, il cui viceré scrisse a Córdoba, sollecitando l'invio delle composizioni di Zipoli. Stroncato dalla tubercolosi Zipoli morì a Córdoba nella casa dei gesuiti, il 2 gennaio 1726.

## Fortuna e riscoperta della produzione
Zipoli gode ancora oggi di una discreta notorietà grazie alla sua musica per organo e clavicembalo, che pubblicò nel 1716 a Roma nella raccolta Sonate d’intavolatura. L'opera è divisa in due parti: la prima parte contiene brani per organo destinati al servizio liturgico: Versetti in stile toccatistico e fugato, una Toccata in due parti, cinque canzoni, un Offertorio, due toccate per l'Elevazione, un Postcommunio e una Pastorale. La seconda parte contiene quattro suites e due partite per clavicembalo. L'opera è stata ripubblicata per la prima volta in edizione moderna a cura di Alceo Toni nella collana I classici della musica italiana (fascicoli 145-150; Milano, La Santa, 1919-20), e in altre edizioni critiche, tra cui quella a cura di Luigi Ferdinando Tagliavini (Heidelberg, W. Müller, 1959).

Nella seconda metà del Novecento, grazie al lavoro di ricercatori e musicisti, tra cui Bernardo Illari, Piotr Nawrot, Luis Szaran, Francisco Curt Lange, alcune delle sue composizioni da chiesa, tra le quali messe, salmi, inni, ed altri pezzi, sono state scoperte a Chiquitos (Bolivia) e in altre città sudamericane. Nel 1959 una sua messa a tre voci con due violini e organo, copiata a Potosí (Bolivia) nel 1784, fu scoperta nella cattedrale di Sucre; si tratta forse una rielaborazione di altre messe, fatta in questa città. Ancora in Bolivia, nel 1994, nell'archivio dell'arcivescovato di Chiquitos sono tornate alla luce una Messa degli Apostoli, salmi per i vespri ed altre composizioni vocali e strumentali. Più recentemente dagli archivi sudamericani sono riemerse delle partite sopra la Follia (Folias) attribuite a Zipoli.  Nei decenni successivi alla scomparsa del compositore, la sua musica continuò ad essere molto apprezzata dai confratelli gesuiti, influenzando sensibilmente i musicisti ibero-americani delle successive generazioni. A Zipoli sono state attribuite anche tre sezioni dell'oratorio San Ignacio de Loyola, copiate molti anni dopo la sua morte e conservate quasi complete nelle fonti latino-americane. Le musiche sacre riscoperte negli archivi religiosi dell'America latina sono state fatte conoscere al grande pubblico soprattutto dall'Ensemble Elyma diretto da Gabriel Garrido e dal Domenico Zipoli Ensemble. 

Di Zipoli si conoscono anche tre cantate profane per voce e basso continuo, pubblicate dai musicologi Roberto Becheri e Gabriele Giacomelli, probabilmente risalenti al periodo romano, e una sonata per violino e basso continuo. 
La sua produzione include anche due oratori eseguiti a Roma nel 1712 e nel 1714, di cui sopravvivono i libretti, ma non la musica. 
Nel 2014 il pianista Giovanni Nesi ha eseguito la prima mondiale su strumento moderno delle Sonate d'Intavolatura (2° libro), poi incise per Heritage nel 2015. 

## Composizioni

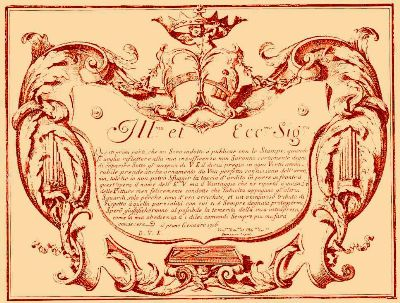
La dedica delle Sonate d'intavolatura

### Oratori
- Sara in Egitto (Domenico Canavese, Firenze, 1708), oratorio-centone con musiche di 24 compositori (due arie di Zipoli); perduto.
- Sant'Antonio da Padova (libretto Carlo Uslenghi; Roma, Oratorio della Chiesa Nuova, 1712; perduto)
- Santa Caterina vergine e martire (Giovan Battista Grappelli; Roma, Oratorio di S. Girolamo della Carità, 1714; perduto)

### Musica sacra
- Missa brevis, a 3 voci con 2 violini e organo
- Messa de San Ignacio, a 3 voci con 2 violini e organo
- Messa dei Santos Apóstoles, a 3 voci con 2 violini e organo
- Te Deum laudamus, inno, a 4 voci, tromba, 2 violini e organo
- Tantum ergo, inno a 3 voci con 2 violini e organo
- Jesu corona virginum, inno a 3 voci con 2 violini e organo
- Ave Maris Stella, inno a 3 voci con 2 violini e organo
- Litanie lauretane, in Fa mag., a 3 voci con 2 violini e organo
- Confitebor tibi salmo a 3 voci con 2 violini e organo
- Beatus vir, salmo a 3 voci con 2 violini e organo
- Laudate pueri, salmo a 8 voci (opera dubbia)

### Cantate
- Mia bella Irene, per soprano e basso continuo
- O Daliso, da quel di che partisti, per soprano e basso continuo
- Dell'offese a vendicarmi, per soprano e basso continuo

### Musica strumentale
- Sonate d’intavolatura per organo e cimbalo ... dedicate all'ill.ma et ecc.ma sig.ra d. Maria Teresa Strozzi principessa di Forano da Domenico Zipoli organista della chiesa del Giesù di Roma. Opera prima (s.n.t.; dedica 1. gennaio 1716). Parte prima: Toccate, versi, canzoni, elevazioni, offertorio, posto comunio e pastorale. Parte seconda: Preludij, allemande, correnti, sarabande, gighe e gavotte
- Sonata per violino e continuo, in La mag.
- Folias per tastiera

## Discografia
- Sonate d'intavolatura per cimbalo. Sergio Vartolo, clavicembalo. Tactus (1991)
- Vêpres de San Ignacio. Coro de Niños Cantores de Córdoba, Ensemble Elyma, dir. Gabriel Garrido. K617 (1992)
- Zipoli, l'européen. Les deux cantates "Dell'offese a vendicarmi", et "Mia bella Irene". Sonate pour violon. Sonate d'intavolatura, première partie. Ensemble Elyma, dir. Gabriel Garrido; Dominique Ferran (violino). K617 (1993)
- Cantate & sonate. Elena Cecchi Fedi (soprano), Gian Luca Lastraioli (tiorba), Bettina Hoffmann (violoncello), Alfonso Fedi (clavicembalo), Luigi Cozzolino (violino). Tactus (2013)
- Sonate d'intavolatura (seconda parte); Giovanni Nesi, pianoforte. Heritage (2015)
- Sonate d'intavolatura per organo e cimbalo - Opera Omnia per tastiera, Gabriele Giacomelli organo, Andrea Banaudi clavicembalo, 2 CD, Elegia, 2019.